# Феромагнетизъм
Феромагнетизмът е механизъм, чрез който някои материали (например желязото) се превръщат в постоянни магнити. Във физиката са известни няколко различни типа магнетизъм. Феромагнетизъм (включително и феримагнетизма) е най-силният вид. Това е единственият вид, който създава достатъчно големи сили за да бъдат усетени и които са в основата на явлението магнетизъм.
Феромагнитите са вещества, които се намагнитват силно под действие на външно магнитно поле и запазват намагнитеността си при премахване на външното поле. Феромагнитни вещества са желязото, кобалтът, никелът и гадолиният, сплавите на тези вещества помежду им и с някои други метали, както и някои сплави на неферомагнитни метали. Относителната магнитна проницаемост на феромагнитните вещества е много по-голяма от единица и зависи от интензитета на намагнитващото поле и от магнитното състояние на тялото. Други характерни свойства на феромагнитните вещества са: възможност за достигане при силно намагнитващо поле на състояние на магнитно насищане, наличие на остатъчна индукция и на коерцитивна сила, съществуване на точка на Кюри. Феромагнитните вещества се използват за направа на трансформатори, електрически машини, постоянни магнити и електромагнити, релета, измерителни уреди и други. Феромагнитите имат свойството да увеличават многократно магнитното поле.

## История
Исторически терминът феромагнетизъм е използван за всички материали, които имат спонтанно намагнитване и собствен магнитен момент в отсъствие на външно магнитно поле. Това общо определение все още се употребява. Напоследък обаче е открит различен вид спонтанно намагнитване, който е наречен феримагнетизъм.

## Феромагнитни материали
Феромагнетизмът е свойство, което зависи от кристалната структура и микроскопичната организация на материала, а не от химическия състав на веществото. Съществуват феромагнитни сплави, чиито компоненти сами по себе си нямат феромагнитни свойства.

## Обяснение

### Магнитна анизотропия
Въпреки че обемното взаимодействие държи спиновете подредени, то не ги подрежда в определена посока. Без магнитна анизотропия спиновете на магнитните домени произволно променят посоката си в резултат на топлинни колебания. Съществуват няколко вида магнитната анизотропия. Най-често срещана е зависимостта на посоката на намагнитване от кристалографската решетка. Друг често срещан източник на анизотропия е обратната магнитострикция, която се предизвиква от вътрешни деформации. В резултат на магнитостатичен ефект понякога единичните магнитни домени имат обемна анизотропия. Когато температурата на магнита започва да расте, анизотропията намалява

### Магнитни домени
Изглежда че всяка част от магнитния материал трябва да има силно магнитно поле когато всички спинове са подредени, но желязо и някои други феромагнитни материали често се намират в немагнитно състояние. Причина за това е че в по-голямата си част феромагнитните материали са разделени на малки магнитни области, наречени магнитни домени (известни също като домени на Weiss). Във вътрешността на всеки домен спиновете са подредени, но (ако материалът е ненамагнетизиран), спиновете на отделните домени са ориентирани в различни посоки и тяхното магнитно поле се нулира.
| Материал  | Темп. Кюри (K) |
| --------- | -------------- |
| Co        | 1388           |
| Fe        | 1043           |
| Fe2O3*    | 948            |
| Fe3O4*    | 858            |
| NiFe2O4*  | 858            |
| CuFe2O4*  | 728            |
| MgFe2O43* | 713            |
| MnBi      | 630            |
| Ni        | 627            |
| MnSb      | 587            |
| MnFe2O4*  | 573            |
| Y3Fe5O12* | 560            |
| CrO2      | 386            |
| MnAs      | 318            |
| Gd        | 292            |
| Tb        | 219            |
| Dy        | 88             |
| EuO       | 69             |

### Температура на Кюри
Когато температурата намалява термичното движение или ентропията намалява и диполите стават все по-подредени. Когато температурата достигне определена критична точка, наречена температура на Кюри настъпва фазов преход от втори род. При него магнитните материали губят магнитните си свойства.